# Gerechtigkeitsliga
Die Gerechtigkeitsliga oder Liga der Gerechtigkeit (auch Justice League, Justice League of America bzw. kurz JL, JLA) ist eine fiktionale Superheldengruppe, welche seit 1960 in den Comics des US-amerikanischen Verlags DC Comics auftritt und damit als Nachfolger der Gerechtigkeitsgesellschaft (Justice Society of America) gilt. Erdacht wurde sie vom Comicbuchautor Gardner Fox.
Ursprünglich waren Superman, Batman, Wonder Woman, Flash, Green Lantern, Aquaman und der Martian Manhunter Mitglieder der Gerechtigkeitsliga. Über die Jahre fluktuierte die Mitgliedschaft und die Gerechtigkeitsliga wurde um Figuren wie Green Arrow, Captain Atom, Shazam, Black Canary, The Atom, Hawkman, Elongated Man, Firestorm, Hawkgirl, Cyborg, Vixen, Plastic Man, Doktor Fate und Nightwing ergänzt.

## Geschichte
Die Gerechtigkeitsliga tauchte zuerst 1960 in US-The Brave and the Bold #28 auf. Trotz der mageren Verkaufszahlen des Heftes erfreute sich das Team großer Beliebtheit, weswegen die Gerechtigkeitsliga noch im selben Jahr einen eigenen Comic-Ableger bekam. Die enorme Beliebtheit des Teams beruht auf dem Crossover vieler beliebter DC-Helden.
Gründungsmitglieder der ersten Gerechtigkeitsliga in der DC-Geschichtsschreibung waren Wonder Woman, Aquaman, Martian Manhunter, Green Lantern (Hal Jordan) und der Flash (Barry Allen).
Ende der 1980er Jahre wurde die Gründungsgeschichte der Gerechtigkeitsliga im Zuge der Crisis on Infinite Earths umgeschrieben. Seitdem gilt Black Canary an Stelle von Wonder Woman als Gründungsmitglied, da Wonder Woman laut neuer Geschichtsschreibung erst nach der Gründung der JLA in die „Welt der Männer“ kam. Zum Team gehörten im Lauf der Jahre auch Green Arrow, Hawkman, Hawkgirl, The Atom, Zatanna, Captain Marvel, Blue Beetle, Plastic Man und Dutzende anderer DC-Helden.
Die Gruppe erlebte in den späten 1990ern eine Wiederbelebung mit Superman, Batman, dem damals aktuellen Flash (Wally West), der damals aktuellen Green Lantern (Kyle Rayner), Wonder Woman, Aquaman und dem Martian Manhunter.
Der Autor Grant Morrison ließ das neue Team kosmische Abenteuer von galaktischen Ausmaßen erleben. Höhepunkte seiner jahrelangen Arbeit waren die Comic-Events DC One Million und sein Abschiedswerk Der 3. Weltkrieg.
Über die Jahre wurde das Team oder Teile von ihm auch Justice League America, Justice League Europe, Justice League Task Force oder Justice League International genannt. Deshalb bezieht man sich im Original auf die Gesamtheit der Heldenteams auch einfach als Justice League (ohne weiteren Zusatz).
Antagonisten waren die Mitglieder der Gesellschaft für das Unrecht (Injustice League). Selbige wurden von Agamemno in Kooperation mit Lex Luthor rekrutiert, um die Gerechtigkeitsliga zu vernichten. Hierfür wurde ihnen die Herrschaft über die Erde versprochen, denn Agamemno erhoffte sich durch die Vernichtung der Gerechtigkeitsliga die Eroberung der Herrschaft über das Universum. „Rückeroberung“ aus seiner Sicht, da sein Vater dies bis zu seiner Ermordung gewesen war – als erstes intelligentes Wesen des Universums.
Nach dem letzten Neustart des DC Universums (The New 52) im September 2011 gibt es weiterhin mehrere Justice-League-Teams. Neben der klassischen Justice League noch die Justice League Dark, sowie später gestartete oder bereits abgeschlossene Serien wie die Justice League International (13 Ausgaben), Justice League of America (14 Ausgaben), Justice League 3000 und Justice League United.

## In anderen Medien

### Fernsehserien
Bereits von 1972 bis 1985 wurde die Idee der Gerechtigkeitsliga lose in der Zeichentrickserie Die Superfreunde (Original: Super Friends) adaptiert und später etwas genauer in der Serie Die Liga der Gerechten (Original: Justice League 2001–2004 bzw. Justice League Unlimited 2004–2006).

### Realverfilmungen
1997 wurde unter dem Titel Justice League of America ein wenig erfolgreicher Realfilm für das amerikanische Fernsehen produziert. Hierbei handelt es sich um einen Spielfilm, der ursprünglich der Pilotfilm zu einer gleichnamigen Fernsehserie sein sollte, die aber aufgrund des mangelnden Erfolges nicht produziert wurde. Der Film lief 2005 auch in Deutschland und wurde von RTL gesendet. Regie führte Félix Enríquez Alcalá. Die Justice League setzte sich dabei aus den Helden Green Lantern/Guy Gardner (Matthew Settle), Ice (Kim Oja), The Atom (John Kassir), Fire (Michelle Hurd), The Flash (Kenny Johnston) und the Martian Manhunter/J’onn J’onzz (David Ogden Stiers) zusammen. Gegenspieler war der Weatherman.
Im Oktober 2014 kündigte Warner Bros die Produktion von zwei Filmen mit der Gerechtigkeitsliga als Teil des DC-Filmuniversums an. Justice League lief im November 2017 an; The Justice League Part Two sollte 2019 in den Kinos veröffentlicht werden, wurde aber zwischenzeitlich abgesagt. Regisseur war Zack Snyder.

### Zeichentrickverfilmungen
| Produktionsjahr | Titel                                                                              | Originaltitel                                                        | Regisseur                     | Anmerkung |
| --------------- | ---------------------------------------------------------------------------------- | -------------------------------------------------------------------- | ----------------------------- | --------- |
| 2008            | Nicht veröffentlicht                                                               | Justice League: The New Frontier                                     | Dave Bullock                  |           |
| 2010            | Justice League: Crisis on Two Earths                                               | Justice League: Crisis on Two Earths                                 | Lauren Montgomery und Sam Liu |           |
| 2012            | Nicht veröffentlicht                                                               | Justice League: Doom                                                 | Lauren Montgomery             |           |
| 2013            | Nicht veröffentlicht                                                               | Justice League: The Flashpoint Paradox                               | Jay Oliva                     |           |
| 2014            | Nicht veröffentlicht                                                               | JLA Adventures: Trapped in Time                                      | Giancarlo Volpe               |           |
| 2014            | Nicht veröffentlicht                                                               | Justice League: War                                                  | Jay Oliva                     |           |
| 2015            | Justice League: Throne of Atlantis                                                 | Justice League: Throne of Atlantis                                   | Ethan Spaulding               |           |
| 2015            | LEGO DC Comics Super Heroes: Gerechtigkeitsliga vs. Bizarro Liga                   | Lego DC Comics Super Heroes: Justice League vs. Bizarro League       | Brandon Vietti                |           |
| 2015            | Justice League: Gods and Monsters                                                  | Justice League: Gods and Monsters                                    | Sam Liu                       |           |
| 2015            | LEGO DC Comics Super Heroes: Gerechtigkeitsliga: Angriff der Legion der Verdammnis | LEGO DC Super Heroes: Justice League – Attack of the Legion of Doom! | Rick Morales                  |           |